# كلود ليدوكس
كلود ليدوكس هو ملحن وموسيقي بلجيكي، ولد في 1960 في Sambreville ‏ في بلجيكا.

## وصلات خارجية
- كلود ليدوكس على موقع ميوزك برينز (الإنجليزية)
- كلود ليدوكس على موقع ديسكوغز (الإنجليزية)